# Литовцы в Аргентине

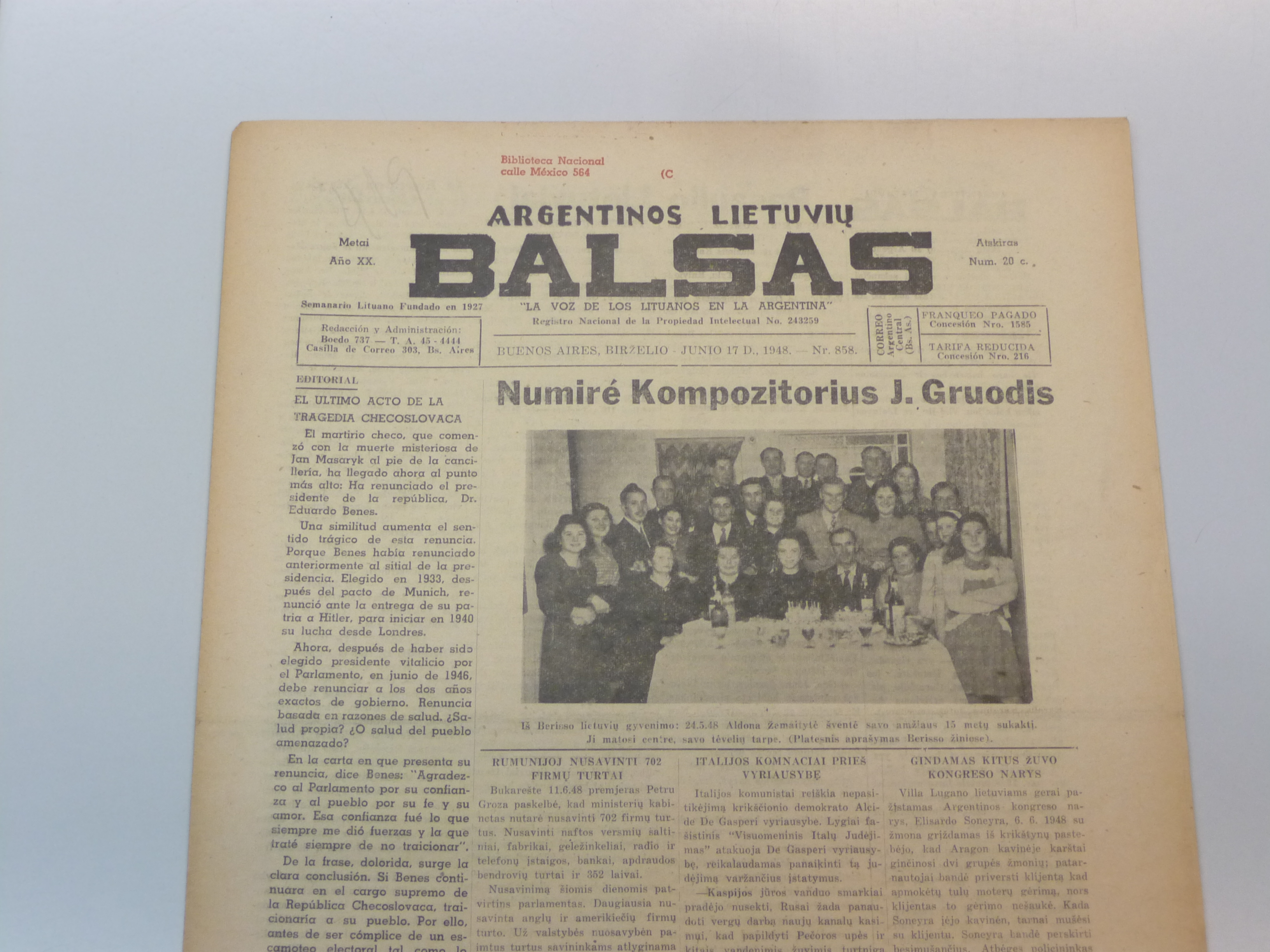
Номер газеты «Балсас» за 1948 год

Литовские аргентинцы — это граждане Аргентины, полностью или частично литовского происхождения. В 1920-е года в Аргентину прибыло около 35 000 литовцев. 

## История переселений
В 1909 году группа литовских иммигрантов из городов Энсенада и Бериссо основала «Литовское общество взаимопомощи Варгдиенис» , видными членами которого были литовские господа Римавичюс, Павилонис, Богужас и Балтушис. Также известно, что еще до Первой мировой войны существовали организации литовских иммигрантов в близ Росарио, Санта-Фе и в городе Авельянеда. 
У литовской диаспоры в Аргентине есть собственная радиостанция «Эхо Литвы» (Ecos de Lituania).
Также была основана крупная литовско-еврейская община.

## Организации

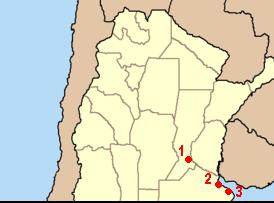
Города с самым большим литовским населением: 1.Росарио; 2.Буэнос-Айрес; 3.Бериссо

Литовскими аргентинцами были созданы такие организации как: 
- Sociedad Lituana de Socorros Mutuos Vargdienis[2]
- Aušros žvaigždė
- Susivienijimas lietuvių Argentinoje
- Nemunas